# Đurđevdanski festival
Đurđevdanski festival, cyr. Ђурђевдански фестивал – międzynarodowy festiwal piosenki dziecięcej organizowany od 1994 roku przez Radio Telewizję Republiki Serbskiej w Banja Luce w Republice Serbskiej.

## Historia
Festiwal był organizowany od 1994 roku jeszcze podczas trwającej wojny. Od 2003 roku ma charakter międzynarodowy. Nazwa festiwalu nawiązuje do święta św. Jerzego Đurđevdana, które jest obchodzone w Kościele Prawosławnym 6 maja.

## Organizatorzy i sponsorzy
Organizatorem festiwalu jest Radio Telewizja Republiki Serbskiej (Радио - телевизија Републике Српске). Sponsorem festiwalu jest natomiast AS Grad Banja Luka. Głównym sponsorem festiwalu od 2004 roku jest Hypo Alpe-Adria Bank. Sponsorami medialnymi festiwalu są: BEL Kanal, ELTA TV, RTV East Sarajevo, Metromedia, Glas Srpske, Nezavisne Novine, Press RS, Radio Contact, Radio Trebinje oraz portal: banjaluka.com.

## Cele festiwalu
Cele programowe:
- propagowanie twórczości muzycznej dla dzieci[4]
- propagowanie międzynarodowej twórczości autorów i wykonawców[4]
- prezentacja miasta-gospodarza Banja Luki i Republiki Serbskiej na świecie[4]
- produkcja i prezentacja wydawnictw muzycznych i wideo oraz innych publikacji przyczyniających się do osiągnięcia celów festiwalu[4]

## Uczestnicy
Uczestnikami festiwalu są zarówno dorośli - kompozytorzy, autorzy piosenek jak i dzieci, które wykonują wybrane kompozycje. Komisja selekcyjna spośród zgłoszonych wybiera 16 kompozycji, które zostaną wykonane podczas festiwalu. Autor wybranej kompozycji ma prawo wyboru dziecka, które będzie jego utwór wykonywać. Utwór zgłoszony na konkurs nie może być wcześniej prezentowany publicznie ani publikowany, a tekst kompozycji musi być dostosowany dla dzieci w wieku od 7 do 11 lat. Udział w festiwalu bierze wielu kompozytorów, autorów piosenek, producentów muzycznych i pedagogów, a wykonawcami są  uzdolnione dzieci, które potem zostają znanymi artystami.

## Nagrody
Jury przyznaje nagrody za kompozycję, interpretację, aranżację, za najlepszy tekst i najlepszy występ sceniczny. Publiczność w głosowaniu SMS-owym przyznaje nagrodę publiczności. Fundusz nagród festiwalu wynosi 5000 KM (2500 EUR).

## Działalność charytatywna
Pieniądze uzyskane ze sprzedaży biletów na koncert finałowy są przeznaczane na cele charytatywne. W 2016 roku zostały przekazane na potrzeby oddziału ginekologicznego Szpitala klinicznego w Sarajewie Wschodnim, 